# Alejandro Font de Mora Turón
Alejandro Font de Mora Turón (Vila-real, Plana Baixa, 1949), és un polític valencià que ha ostentat distints càrrecs al Consell de la Generalitat Valenciana. Fou President de les Corts Valencianes des de l'octubre de 2014 fins al juny de 2015.

## Biografia
Llicenciat en Medicina per la Universitat de València, doctor cum laude per la Universitat Complutense de Madrid, professor en excedència de Patologia General de la Universitat Complutense de Madrid i de la Universitat de La Laguna, i professor de Medicina Legal i Toxicologia de la Universitat de València. És director de l'Institut Anatòmic Forense de València.
S'inicia a la política en el Centre Democràtic i Social (CDS), arribant a ser candidat a la presidència de la Generalitat per aquesta formació a les eleccions de 1991. Quatre anys més tard passaria al Partit Popular (PP), on ha desenvolupat la resta de la seua carrera política.
Font de Mora és diputat a les Corts Valencianes des del 1995 (IV Legislatura) i a la següent legislatura ja ocupava el càrrec de Síndic-portaveu del Grup Parlamentari Popular (1999 - 2003). Amb l'arribada de Francesc Camps a la presidència de la Generalitat Valenciana (2003), Alejandro Font de Mora entra al Consell. En un primer moment com a Conseller de Presidència i Portaveu del Consell, després com a Conseller de Cultura, Educació i Esport (2004-2007) i en la darrera etapa s'encarregaria únicament de les competències en Educació (2007-2011).
El 2011 és nomenat vicepresident de les Corts Valencianes, però amb la dimissió del president Juan Cotino passa a ocupar el màxim lloc de responsabilitat dins la cambra de representació valenciana.

### Conseller d'Educació
El mandat de Font de Mora al front de les competències en matèria d'educació (2004-2011) estigué marcat per la controvèrsia. Les protestes de la comunitat educativa del País Valencià foren constants motivades per qüestions com l'ús dels anomenats 'barracons' en nombrosos centres educatius per la manca d'inversions en les instal·lacions i infraestructures docents o les polèmiques al voltant del Pla d'Extensió del Trilingüisme pel qual es pretenia impartir l'assignatura Educació per a la ciutadania en anglès i que finalment no va prosperar.
El darrer anunci de Font de Mora com a conseller d'educació, a pocs dies de deixar el càrrec, en el qual la Generalitat pretenia canviar el model educatiu impulsat amb la Llei d'Ús i Ensenyament del Valencià per un model trilingüe en el qual s'eliminen les línies d'educació en valencià. Dies després es convocava una manifestació a València impulsada per Escola Valenciana en la qual es van aplegar milers de persones per tal de reivindicar major presència del valencià a l'escola.